# 毛利輝元
毛利輝元（1553年2月4日－1625年6月2日）是安土桃山時代和江戶時代的大名。父親是毛利隆元，母親是內藤興盛之女，幼名幸鶴丸。毛利家第十四代家督，豐臣政權五大老之一，長州藩藩祖，在關原之戰时作為西軍總帥，卻沒有親臨戰場指揮西軍作戰，反而待在大坂城里面。

## 生平
天文22年（1553年）1月22日於安藝國（現在的廣島縣）出生，毛利隆元的嫡男。幼名幸鶴丸。永禄6年（1563年）11岁時父親隆元突然去世，輝元继承家督，由祖父毛利元就掌握政治與軍事實權。永祿8年（1565年）拜領十三代將軍足利義輝的「輝」字後元服，改名輝元。初陣為同年的月山富田城之戰。
元龜2年（1571年），元就去世，在毛利兩川（吉川、小早川）吉川元春、小早川隆景二位叔父重臣輔佐的體制下開始親政。天正2年（1574年）經由十五代將軍足利義昭的推薦，敘任右馬頭並擔任室町幕府的御伽眾。

### 與織田家作戰
之後，輝元成為中國地方的霸主，從元就時代以來的敵對勢力，包括與尼子勝久及大友宗麟等的戰爭都獲得勝利，舊主大內家的殘餘勢力大内輝弘也退兵，在九州及中國地方的勢力都有拓展。
天正4年（1576年）2月，被織田信長追放的將軍足利義昭自紀伊國畠山領經過毛利家領内的備後國時，獻上御鞆作為禮物。此時義昭將以前給予織田信長的梧桐花紋（足利家的家徽）也給予輝元。此外，與兄長義輝相同，義昭也授予輝元中國地區守護代職務。
石山本願寺舉兵（野田城、福島城之戰）時，輝元也派兵運送兵糧及彈藥援助。
足利義昭在毛利氏保護下，致力於反信長勢力的糾合，獲得越後國上杉謙信呼應，毛利軍在與織田作戰中連戰連勝，7月第一次木津川口之戰，毛利水軍大破織田九鬼嘉隆水軍。此外，天正6年（1578年）7月上月城之戰， 與織田方的羽柴秀吉、尼子氏聯合軍決戰時刻，羽柴秀吉顧慮到三木城的別所長治叛變後，織田軍將失去退路，於是率軍撤退。致使上月城的尼子殘餘勢力尼子勝久、山中幸盛被毛利所滅。
然而，同年3月上杉謙信病死，11月第二次木津川口之戰，由於織田軍的九鬼嘉隆使用鐵甲船，造成毛利水軍大敗，僅保持淡路島以西的制海權，戰況逐漸變成對毛利方不利。天正7年（1579年）毛利氏配下的國人宇喜多直家與織田信長內通，自毛利氏離反。
天正8年（1580年）1月，織田軍的中國攻略指揮官羽柴秀吉將三木城長期包圍的結果下，三木城終於開城，別所長治自殺（三木合戰）。翌天正9年（1581年）中國地區的鳥取城，因秀吉高價收買附近的糧食，導致城中短缺兵糧，造成人吃人的困城，吉川經家不忍城中人吃人的慘狀，而犧牲自己切腹自殺開城投降，鳥取城饑殺，是為（鳥取城之戰）。此外，西邊與信長勾結的豐後國大友宗麟，及山陰的南条元續也交相侵攻。
天正10年（1582年）4月，羽柴秀吉進攻毛利氏忠臣、享譽勇名的清水宗治守備的備中高松城（備中高松城之戰）。輝元與叔父元春、隆景共同率領4萬軍馳援，與秀吉對峙。同年6月2日，京都發生本能寺之變。秀吉早一步獲得情報，知道明智光秀謀反及信長橫死的訊息，開始展開與毛利氏的和睦交涉，透過毛利氏的外交僧安國寺惠瓊的奔走下達成協議，備中高松城開城、城主清水宗治切腹。正式開啟毛利氏與織豐政權的和平協議路線。

### 豐臣政權時代
輝元在柴田勝家與秀吉的爭奪戰中保持中立。並在天正11年（1583年）賤岳之戰秀吉獲勝後贈上祝賀。賤岳之戰後，秀吉成為天下人，輝元送出叔父毛利元總與堂弟吉川經言作為人質，正式臣從秀吉。之後奉秀吉的命令參與天正13年（1585年）的四國征伐、天正14年（1586年）的九州征伐，為秀吉的天下統一大業做出貢獻。但這期間二叔吉川元春及堂兄吉川元長父子相繼病逝於九州。毛利兩川體制僅剩三叔小早川隆景
天正16年（1588年）7月，帶領主要家臣上洛，敘任從四位下参議。獲賜豐臣姓及羽柴之名，時稱羽柴安藝宰相。
天正17年（1589年），輝元在當時的交通要衝太田川的三角州，興建與秀吉的聚樂第規模相當的廣島城。天正19年（1591年），自毛利氏祖傳多年居住的主城吉田郡山城，移居還在施工的廣島城。
天正19年（1591年）3月自秀吉處獲得112萬石的所領安堵狀。
文祿元年（1592年）開始，秀吉2度出兵朝鮮，毛利軍作為主力軍共派兵3萬協助。秀次事件後，文祿4年（1595年），敘任從三位權中納言，時稱安藝中納言。
慶長2年（1597年），兩川體制剩餘的小早川隆景去世。小早川家臣認為養子小早川秀秋不足以輔佐，紛紛回歸毛利家。然而這些回歸者在毛利家中仍然被以外人看待，致使出奔者愈來愈多。就連隆景的重臣鵜飼元辰也企圖出奔，但是被輝元殺害。
同年，秀吉任命五大老。慶長3年（1598年）8月，豐臣秀吉死去之際，臨終拜託輝元盡力輔佐遺兒豐臣秀賴。

### 關原之戰
慶長5年（1600年），德川家康與石田三成的對立逐漸明朗化。6月家康出兵討伐上杉景勝，7月，三成自大坂舉兵。此時、三成依大谷吉繼的規劃及安國寺惠瓊的說服下，擁立輝元擔任總大將。7月17日，輝元將家康居住並處理政務的大坂城西之丸接收，進駐大坂。但9月15日關原本戰未親自出陣，由毛利同族堂弟毛利秀元（四叔穗井田元清之子）及吉川廣家（二叔吉川元春之三子）代為出陣。
但關原之戰三成等西軍戰敗後，9月24日，拒絕立花宗茂及小早川秀包及毛利秀元等繼續抗戰的建議，輝元自大坂城退去，四國及九州的毛利軍也順次撤退。
原本吉川廣家透過黑田長政與家康的交涉，希望毛利家獲得本領安堵、家名存續。因此在關原之戰時，吉川軍擋住毛利軍的進軍路線，毛利吉川廣家軍自始並未出戰。然而，家康戰後反悔，搜出輝元與西軍聯繫的大量書信，並將毛利輝元改易至周防、長門兩國，而毛利氏家督可以繼續存續，改易後石高大減封為37萬石。

### 江戶時代
關原之戰後的10月，輝元剃髮出家，號幻庵宗瑞，將家督讓予嫡男毛利秀就，秀就成為初代長州藩主。慶長8年（1603年），輝元前往江戶謝罪，慶長9年（1604年），開始於長門國興建萩城作為居城。慶長19年（1614年），大坂之役冬之陣。輝元試圖將重臣（表兄弟）内藤元盛以「佐野道可」為名送進大坂城，並提供軍資金援助。但戰後，在被幕府發覺前，内藤元盛於山城國自殺，為了封口，也將元盛的二個兒子内藤元珍及粟屋元豐滅口，並將元珍的兒子内藤元宣幽禁（佐野道可事件）。大坂之役因作戰需要而整修江戶城及江戶藩邸的建設所需大筆資金，造成毛利家財務困窘，輝元也為避免家中的分裂而絞盡腦汁。元和4年（1618年），由於傳出企圖毒殺輝元的謠言，將一向不睦的吉見廣長殺害。元和9年（1623年），輝元正式隱居。寬永2年（1625年）4月27日，輝元於萩之四本松邸死去，享年73。

## 登場作品
小說
- 白藪椿：毛利輝元的密謀（中央公論事業出版、平川弥太郎著）
- 毛利殘存（毎日新聞社、近衛龍春（日语：近衛龍春）著）
- 毛利輝元：被強烙傾國之印的男人（幻冬舍、池田平太郎著）

影視劇
- 大坂城之女（日语：大坂城の女）（1970年、KTV、演：藤岡重慶）
- 女太閤記（1981年、NHK大河劇、演：入江正德）
- 關原（日语：関ヶ原 (テレビドラマ)）（1981年、TBS、演：金田龍之介）
- 戰國的女子們（1982年、CX、演：戶浦六宏（日语：戸浦六宏））
- 德川家康（1983年、NHK大河劇、演：御木本伸介）
- 真田太平記（日语：真田太平記 (テレビドラマ)）（1985年、NHK水曜時代劇、演：中山昭二（日语：中山昭二））
- 秀吉（1996年、NHK大河劇、演：風間正廣）
- 毛利元就（1997年、NHK大河劇、演：森田剛）
- 葵德川三代（2000年、NHK大河劇、演：宇津井健）
- 利家與松（2002年、NHK大河劇、演：大森啓祠朗）
- 功名十字路（2006年、NHK大河劇、演：津嘉山正種）
- 戰國自衛隊・關原之戰（日语：戦国自衛隊・関ヶ原の戦い）（2006年、NTV、演：松澤一之）
- 天地人（2009年、NHK大河劇、演：中尾彬）
- 寧寧：女太閤記（2009年、TX、演：黑沼弘己（日语：黒沼弘己））
- 江~公主們的戰國~（2011年、NHK大河劇、演：濱田晃（日语：浜田晃））
- 女信長（2013年、CX、演：吹越滿）
- 軍師官兵衛 （2014年、NHK大河劇、演：三浦孝太）
- 真田丸（2016年、NHK大河劇、演：淺地直樹（日语：浅地直樹））
- 關原（2017年、東寶、演：山崎清介）
- 怎麼辦家康（2023年、NHK大河劇、演：吹越滿）